# 江翔
江翔，中华人民共和国政治人物、外交官。
1986年，接替冯志山担任中华人民共和国驻布基纳法索大使。1990年，由吴嘉森接任，其改任中华人民共和国驻几内亚大使。